# Macroperipatus torquatus
Macroperipatus torquatus är en klomaskart som först beskrevs av von Kennel 1883.  Macroperipatus torquatus ingår i släktet Macroperipatus och familjen Peripatidae. Inga underarter finns listade i Catalogue of Life.